# قطعنامه ۲۰۲۰ شورای امنیت
قطعنامه  ۲۰۲۰ شورای امنیت سازمان ملل متحد که در تاریخ ۲۲ نوامبر ۲۰۱۱ تصویب شد، سندی بین‌المللی دربارهٔ بررسی وضعیت در سومالی است. این قطعنامه طی نشست ۶۶۶۳ام با ۰ رای موافق، ۰ مخالف و ۰ ممتنع تصویب شد.